# MISIA REMIX 1999
『MISIA REMIX 1999』（ミーシャ リミックス 1999）は、日本の女性歌手MISIAの1枚目のリミックスアルバムである。1999年6月9日発売。発売元はBMG JAPAN。

## 概要
限定盤。カセットテープとアナログ盤の2形態で発売された。
東京、ロンドン、ニューヨークを拠点に活動しているアーティストによるリミックスを収録。
このタイトルでのCDは発売されていないが、後にリミックスアルバム『MISIA REMIX 2000 LITTLE TOKYO』に全曲収録された。

## 収録曲

### カセットテープ
SIDE-A
1. 陽のあたる場所 (Shomari Remix)
（作詞：MISIA、佐々木潤／作曲：佐々木潤／編曲：Shomari）
2. MELODY (Masters at work Remix)
（作詞：MISIA／作曲：松井寛／リミックス：Masters at work）
3. 恋する季節 (Martin Lascelles Remix)
（作詞：園田利隆、黒須チヒロ／作曲：島野聡／編曲：Martin Lascelles）
カセットテープのみ収録。

SIDE-B
1. つつみ込むように… (Dodge Remix)
（作詞・作曲：島野聡／リミックス：Dodge）
『MISIA REMIX 2000 LITTLE TOKYO』では「つつみ込むように… (DODGE SOUL INSIDE MIX)」へ改題されて収録されている。
2. Cry (Gomi Remix)
（作詞：MISIA／作曲：島野聡／リミックス：Gomi）

### アナログ盤
SIDE-A
1. 陽のあたる場所 (Shomari Remix)
2. MELODY (Masters at work Remix)

SIDE-B
1. つつみ込むように… (Dodge Remix)
2. Cry (Gomi Remix)

## MISIA REMIX 1999 THE GLORY DAY
『MISIA REMIX 1999 THE GLORY DAY』（ミーシャ リミックス 1999 ザ グローリー デイ）は、日本の女性歌手MISIAの2枚目のリミックスアルバムである。1999年12月3日発売。発売元はBMG JAPAN。

### 概要（THE GLORY DAY）
限定盤。カセットテープとアナログ盤の2形態で発売された。
ミニアルバム『THE GLORY DAY』収録曲「THE GLORY DAY」のリミックス集。東京、ロンドン、ニューヨークを拠点に活動している日本人アーティストによるハウスリミックスを収録。
このタイトルでのCDは発売されていない。後に発売されたリミックスアルバム『MISIA REMIX 2000 LITTLE TOKYO』には「EMMA REMIX」のみが収録された（「MALAWI ROCKS REMIX」へ改題されている）。
オリコンでは、1曲4ヴァージョンのシングル扱いとなり、シングルチャートにランクインしている。

### 収録曲（THE GLORY DAY）
- 作詞：MISIA、MASH／作曲：鷺巣詩郎

#### カセットテープ（THE GLORY DAY）
SIDE-A
1. THE GLORY DAY (EMMA REMIX)
（リミックス：EMMA）
2. THE GLORY DAY (TOMOKI HIRATA REMIX)
（リミックス：TOMOKI HIRATA）

SIDE-B
1. THE GLORY DAY (GOMI REMIX)
（リミックス：GOMI）
2. THE GLORY DAY (ORIGINAL MIX)
（編曲：鷺巣詩郎）
ミニアルバム『THE GLORY DAY』収録曲。本作ではカセットテープのみ収録。

#### アナログ盤（THE GLORY DAY）
SIDE-A
1. THE GLORY DAY (EMMA REMIX)
2. THE GLORY DAY (TOMOKI HIRATA REMIX)

SIDE-B
1. THE GLORY DAY (GOMI REMIX)